# Parathelypteris grammitoides
Parathelypteris grammitoides är en kärrbräkenväxtart som först beskrevs av Christ, och fick sitt nu gällande namn av Ren-Chang Ching. Parathelypteris grammitoides ingår i släktet Parathelypteris och familjen Thelypteridaceae. Inga underarter finns listade.